# Anders Götherström
Anders Götherström, född 1969, är en svensk professor i molekylär genetik, arkeolog och evolutionsbiolog. Han är mest känd för sin forskning om forntida DNA från uppgrävda ben.

## Biografi
Götherström disputerade 2001 vid Stockholms universitet i ämnet laborativ arkeologi. Avhandlingen Acquired or inherited prestige? var en genetisk studie av förhållandet mellan familjestrukturer och hästar i Svealand under yngre järnåldern. Götherström har blivit internationellt uppmärksammad för sina DNA-analyser av arkeologiskt framtagna ben. För att bringa klarhet i neolitiseringen och den efteristida befolkningen av Skandinavien har han studerat genetiken hos boskap och tamdjur. Vidare har han studerat populationsgenetiska förändringar som kommer av klimatförändringar, stenålderskulturer i Sverige, och laktostoleransen hos den jordbrukande befolkningen under den äldsta bondestenåldern, trattbägarkulturen.
Götherström var verksam vid Avdelningen för evolutionsbiologi, Institutionen för evolution, genomik och systematik, vid Uppsala universitet, samt är knuten till Centro Mixto UCM-ISCIII de Evolución y Comportamiento Humanos, Madrid. Han har en särskild forskartjänst vid Kungliga Vetenskapsakademien. Götherström ligger även, tillsammans med Love Dalén, bakom etablerandet av Centrum för paleogenetik (CPG) vid Arrheniuslaboratoriet, där han numera är forskningsledare. CPG är ett samarbete mellan Stockholms universitet och Naturhistoriska riksmuseet, och är ett av världens största i sitt slag, med ambitionen att med en platt organisation bli en plantskola för yngre forskare inom ett multidisciplinärt centrum där man studerar evolutionen i realtid.